# Franz Brendel
Karl Franz Brendel (Stolberg, 26 de novembre de 1811 – Leipzig, 25 de novembre de 1868) fou un crític i historiador musical alemany.
Va ser deixeble de Anacker a Freiberg i de Wieck a Leipzig. A Berlín es doctorà en filosofia, donà lliçons de música en la seva ciutat natal i retornà a Leipzig el 1844 on dirigí la Neue Zeitschrift für Musik i ensenyà història de la música en el Conservatori on una de les seves alumnes fou Lina Ramann. També fundà la Societat musical alemanya que l'afíl·lia a les idees radicals de Berlioz, Liszt i Wagner, i fundà diverses revistes musicals en les quals defensava les seves teories.
Entre les seves obres hi figuren:
- Grundzüge der Geschichte der Musik (Leipzig, 1848);
- Geschichte der Musik in Deutschland, Italien und Frankreich (Leipzig, 1852);
- Geist und Technik im Klavierunterricht (Leipzig, 1856);
- Liszt als Symphoniker (1858);
- Organisation der Musik durch den Staat (1866);
- Anregungen für Kunst und Wissenschaft (1856/60), junt amb el compositor Richard Pohl.[2]